# Кааба
Кааба (на арабски: الكعبة, ка'ба) е древен езически храм от доислямския период, около който е построена джамията Масджид ал-Харам (Голямата джамия) в град Мека, Саудитска Арабия.
В източния ъгъл на Кааба е вграден „Черният камък“, за който се предполага, че е остатък от метеорит. Според мюсюлманите той е изпратен от Бог на Земята след грехопадението на Адам в знак на грижа от висшите сили за човека и за напомняне за Бога. Ибрахим създал на това място олтар към Бога и принесъл агне в жертва. Окончателното възстановяване на езическия храм на местните племена направил Мохамед, при когото Кааба станала светиня за мюсюлманския свят и кибла.

## Значение
Кааба е най-свещеното място в исляма и често е наричано от мюсюлманите „домът на Аллах“.
Киблата, или посоката, към която мюсюлманите се обръщат по време на молитва, е посоката към Кааба от която и да е точка на земята. Първоначално киблата е била към Масджид ал-Акса в град Йерусалим, днешен Израел.
Градовете Мека, Йерусалим и Медина (в днешна Саудитска Арабия, където е живял пророкът Мохамед) са смятани за свещени места от всички мюсюлмани. Измежду тях най-посещаван е Мека, където ежегодно се стичат над 1 000 000 вярващи за поклонение пред Кааба.

## Почистване
Сградата се отваря 2 пъти годишно, за да бъде почистена. Церемонията се състои около 30 дни преди началото на месец Рамадан и 30 дни преди началото на хаджа. Ключовете за Кааба се пазят от племето Бани Шайба (на арабски: بني شيبة).